# Dieter End

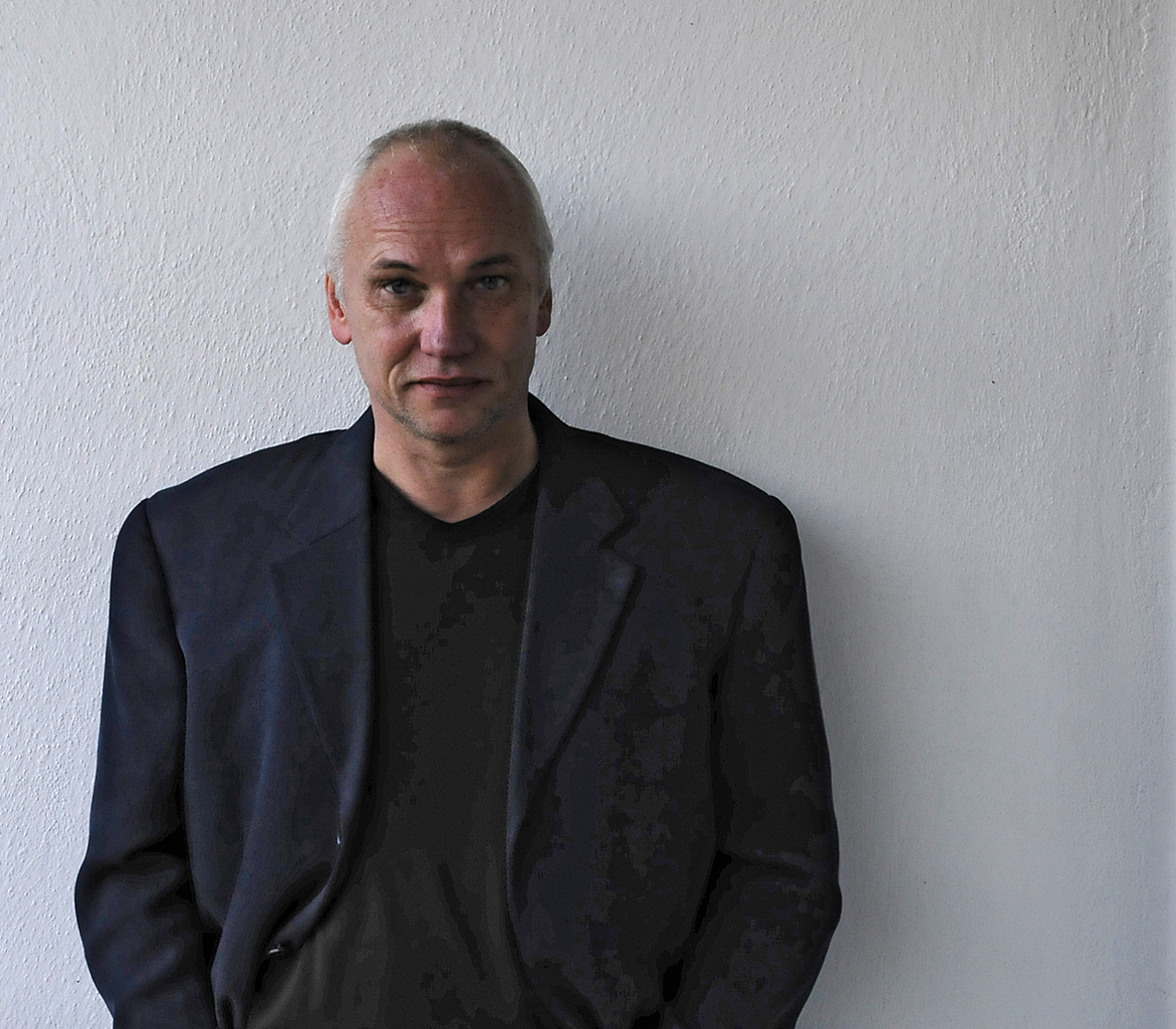
Dieter End

Dieter End (* 10. März 1953 in Fürth, Deutschland) ist ein zeitgenössischer künstlerischer Fotograf.

## Leben
Dieter End lebt und arbeitet in Fürth. Nach dem Abschluss der Schule absolvierte er von 1970 bis 1973 eine Lehre als Fotograf. 1982 hatte seine erste Fotoausstellung in der Plakaterie in Nürnberg, wobei weibliche und männliche Aktfotografien gezeigt wurden. Die Darstellung männlicher Akte in der Fotografie war Anfang der 1980er Jahre in Europa noch ein Tabubruch und fast ausschließlich bei amerikanischen Fotografen zu finden. Dieter End wandelte sich seit diesen Anfängen vom traditionellen Aktfotografen zum Gestalter inszenierter Fotografie mit und ohne Akt.
Formal sind die Arbeiten von End im Wesentlichen in folgende Darstellungsformen einzuteilen, die bereits seit den 80er Jahren zu seinem bevorzugten Stilmittel wurden:
Inszenierte Tafeln
sind mit Mitteln der Fotografie erstellte Bilder, welche Begebenheiten aus dem Alltag, aus Geschichte, Mythos oder der Fantasie des regieführenden Künstlers nachempfinden.
Narrative Sequenzen 
erzählen Geschichten in mehreren Bildern, wobei die Bildaussage beim Betrachter quasi filmisch entsteht; die Intention der Inhalte ist meist irreal und den Tableaus ähnlich.
Der seit 1989 im Berufsverband Bildender Künstler (BBK) Bayern organisierte Fotograf wandelte sich seit diesen Anfängen vom traditionellen Aktfotografen zum Gestalter inszenierter Fotografie mit und ohne Akt und durchdringt seine fotografischen Objekte mit dem geistigen Auge schon lange, bevor er sie inszeniert, ablichtet und anschließend digital bearbeitet.
Diese extrem konzeptionelle und zugleich technisch hochentwickelte Herangehensweise führt zu einer außerordentlichen Intelligibilität und Künstlichkeit der (Ab-)Bildungen. Die Fotos changieren zwischen Abbild und Urbild und gewinnen so eine Ursprünglichkeit und Strahlkraft, wie man sie sonst nur bei Gemälden wahrnimmt. Es sind irritierende, magische Fotografien, die vom Auge über Gefühl und Verstand hin zu einer neuen, erhellten Sichtweise führen.

## Werke und Projekte
Dieter End hat immer wieder langfristige Projekte durchlebt, die sein Schaffen gewissermaßen periodisch gliedern. Kreative Kooperationen überdauern häufig Jahre, sowohl mit Modellen als auch mit unterstützenden Protagonisten.
In der ersten Hälfte der neunziger Jahre entstand eine Zusammenarbeit mit verschiedenen Travestie-Künstlern. Jetzt wurden die Bilder und Sequenzen zu wahren Happenings, die Kraft und Lebensfreude ausstrahlen, eine neue Emotionalität lässt die Bilder erstrahlen. Es werden neue Stilmittel eingesetzt und die Ausstattung der Szenen mit Kostümen, Requisiten und Kulissen prägen einen theaterhaften Ausdruck.
Die Happenings werden ab 2002 mit der Künstlergruppe endkunst in einen kühleren, gereifteren Stil gewandelt. Es werden vornehmlich Themen des neuen Jahrhunderts transportiert, die Auseinandersetzung mit den Inhalten wird kritischer.
Zusammen mit endkunst setzt Dieter End Bilder in Szene, die Fragen aufwerfen, indem sie weit mehr als nur Oberfläche zeigen. Mythologische und archaische Motive finden sich darin ebenso wieder wie Assoziationen, Erfahrungen und Emotionen der Protagonisten. Die Fotos wollen entschlüsselt werden und wirken erkenntnis-stimulierend.
Im Rahmen dieser Zusammenarbeit entstanden Traumwirkliche Begegnungen 1 bis 3. In diesen theatralischen Inszenierungen drücken sich Traum und Wirklichkeit aus. Der Raum wird zur Bühne, die Gegenstände zu Dekoration und die Akteure zu Schauspielern. Die Stücke, die gespielt werden, entstehen immer wieder aufs Neue an einer Leerstelle, die von Phantasie, Spontanität und Individualität der Beteiligten gespeist wird. Die Mitglieder von Ends Gruppe begegnen sich zwischen Bewusstem und Unbewusstem, zwischen Realität und Simulation und erfüllen so den Kunstbegriff Inszenierte Fotografie als postmoderne Kunstform. Diese Bildhappenings sind sinnliche Irritationen, erotische Eskapaden, sexuelle Verweise in die Entfremdung der Geschlechter voneinander. An pittoresken Orten gruppiert er Frauen und Männer, die sich verhüllt oder verhüllend jeweils selbst stilisieren. Damit schafft er, oft auch durch Handlungssequenzen, irreale, traumwirkliche Situationen und Aussagen, die zum Weiterdenken und Weiterfühlen anregen und somit die eigene Fantasie miteinbeziehen.
Ebenfalls mit endkunst entstehen zwei in sich geschlossene Projekte mit christlich-kirchlichem Hintergrund; zum einen die Passion Christi und die Aktion Menschenkreuz.
In enger Zusammenarbeit mit den Mitarbeitern von der Frauenkirche in Nürnberg entstand die Passion Christi, ein Zyklus in fünf Hauptbildern und sieben Nebenbildern, welche an den österlichen Festtagen im März 2005 mit projizierten, gehängten und lebenden Bildern präsentiert wurden. Sie verfremden und regen damit zu einer intensiven Auseinandersetzung an. Die Fotos und szenischen Bilder verknüpfen die Stationen auf dem Passionsweg und schlagen den Bogen bis hin zum Ostermorgen. Die Botschaft der Bilder ist offensichtlich: Glaube an die Auferstehung, Skepsis oder Zweifel.
Die Aufnahme des Menschenkreuzes entstand vom Turm der Nürnberger Frauenkirche am 12. März 2006 um 11:15 Uhr mit dem Glockenschlag. Das Bild entstand in Zusammenarbeit mit der Gemeinde am Hauptmarkt Nürnberg, um mit einem lebendigen Kreuz mit 240 Menschen in der Fastenzeit ein Zeichen zu setzen.
Im Jahr 2007 entsteht als Auftragsarbeit eine Portraitserie der Nürnberger Erzählerin Ulla Konold. Das Ergebnis ist für Künstler und Modell von solch überzeugender Qualität, dass daraus die Ausstellung Pink Clouds mit Texten von Ulla Konold zu den Bildern von Dieter End entstand, die mehrmals der Öffentlichkeit vorgestellt wird.
Erwähnenswert ist weiterhin, dass Dieter End jederzeit offen für neue Medien und Darstellungsformen ist. So hat er unter anderem mit seinen Bildern Weinetiketten gestaltet oder Wandgestaltungen in Firmenräumen konzipiert.
Im Jahr 2008 entstehen erste Versuche mit bewegten Bildern. Die Videokunst könnte eine neue Facette im Werk des Künstlers werden. Hier bleibt die weitere Entwicklung noch abzuwarten.

## Ausstellungen

### Einzelausstellungen
- pink clouds – Porträts von Ulla Konold
  - in der Vineria Nürnberg, März 2008
  - in den Räumen der Anwaltskanzlei Dr. Kreuzerin Nürnberg, November 2007
- Inszenierte Tafeln im Kunstschaufenster „art“ im City-Center Fürth im Oktober 2007
- Ferne Geliebte im Kultursalon Hauptbahnhof Nürnberg mit endkunst im Januar 2006
- Passion Christi Aktion und Ausstellung mit endkunst in der Frauenkirche Nürnberg im März 2005
- Traumwirkliche Begegnungen 3 Galerie „Das Studio“ in Nürnberg mit endkunst im Januar 2005
- Traumwirkliche Begegnungen 2 im Business-Bau in Nürnberg mit endkunst im Mai 2004
- Traumwirkliche Begegnungen 1 Deutschherrnkarréin Nürnberg mit endkunst im April 2003
- Ausstellung im Orlando-Haus in München im Januar 2000
- Ausstellung in der Galerie Pöll in Fürth im Oktober 1998
- Ausstellung im Museum Galerie in Nürnberg im Mai 1997
- Ausstellung im Loft in Nürnberg im Juni 1995
- Ausstellung im Hirsch in Nürnberg im Februar 1995
- Ausstellung im Balazzo Brozzi in Nürnberg, im April 1994
- Ausstellung in der Galerie Männertreu in Nürnberg im Oktober 1993
- Ausstellung im Loft in Nürnberg im Dezember 1991
- Ausstellung in der Galerie mit der blauen Tür, Pettensiedel, im Juni 1990
- Ausstellung im Fatal in Nürnberg im September 1989
- Ausstellung The Works in Fürth im Juni 1987
- Ausstellung in der Plakaterie in Nürnberg im Januar 1986
- Ausstellung in der Plakaterie in Nürnberg im Dezember 1982

### Gemeinschaftsausstellungen
- GoHo – Gostenhofer Atelier- und Werkstatttage in Nürnberg
  - Ausstellung bei Patricia im Oktober 2007
  - Ausstellung bei FORM5 im Oktober 2005
  - Ausstellung bei Patricia im Oktober 2005
  - Ausstellung im Oktober 2003
- Gemeinschaftsausstellung mitPHOTOPIA im Z-Bau Nürnberg im Juni 2003
- Teilnahme an unterschiedlichen Gemeinschaftsausstellungen, unter anderem in der Kopfklinik Erlangen, Kulturbörsen in Erlangen, Veranstaltungen der „Art“ Nürnberg

## Publikationen
- Veröffentlichungen in verschiedenen Magazinen und Fachbüchern wie People & Portrait und Aktfotografie im Augustus-Verlag.
- Bisher wurden drei Postkartenserien mit je 24 Motiven verlegt.
- Rede von Dr. Reinhard Knodt, gehalten am 27. April 2005 zur Eröffnung der Ausstellung Traumwirkliche Begegnungen 2 der Künstlergruppe endkunst im Deutschherrnkarree Nürnberg.